# Andrew Doddo
Andrew Doddo (20 de octubre de 1998) es un deportista estadounidense que compite en esgrima, especialista en la modalidad de sable. Ganó una medalla de bronce en el Campeonato Mundial de Esgrima de 2023 y dos medallas en los Juegos Panamericanos de 2023, oro individual y plata por equipos.

## Palmarés internacional
| Campeonato Mundial   | Campeonato Mundial | Campeonato Mundial | Campeonato Mundial |
| Año                  | Lugar              | Medalla            | Prueba             |
| -------------------- | ------------------ | ------------------ | ------------------ |
| 2023                 | Milán (Italia)     | Medalla de bronce  | Sable por equipos  |
| Juegos Panamericanos |                    |                    |                    |
| Año                  | Lugar              | Medalla            | Prueba             |
| 2023                 | Santiago (Chile)   | Medalla de oro     | Sable individual   |
| 2023                 | Santiago (Chile)   | Medalla de plata   | Sable por equipos  |